# Revoluciones de colores

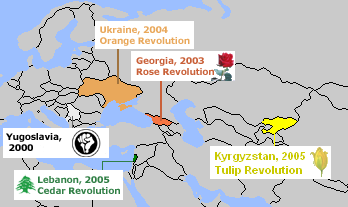
Mapa de las "revoluciones de colores": de 2000 a 2005
Derrocamiento de Milošević en Yugoslavia (2000).
«Revolución de las rosas» en Georgia (2003).
«Revolución Naranja» en Ucrania (2004). Diez años después, el Euromaidán alcanzaría los objetivos perseguidos en esta.
«Revolución de los tulipanes» en Kirguistán (2005).
«Revolución del cedro» en Líbano (2005).

Revoluciones de colores es el nombre colectivo que han recibido una serie de movilizaciones políticas en el espacio exsoviético llevadas a cabo contra líderes considerados por Occidente como autoritarios, ejercer prácticas dictatoriales o de amañar las elecciones mediante la corrupción política. En ellas, los manifestantes suelen adoptar como símbolo un color específico que da nombre a su movilización. Este fenómeno supuestamente surgido en Europa Oriental, de acuerdo a Occidente, también tuvo posterior repercusión en Oriente Próximo.
Estas protestas tienen en común el recurso a la acción directa no violenta, según sus simpatizantes, y un marcado discurso prooccidental, además de, según sus defensores, democratizador y liberal. Otra semejanza es el importante papel jugado por las ONG y las organizaciones estudiantiles. El triunfo de cada uno de estos movimientos ha sido variado, pero su eco se ha hecho sentir en todo el espacio exsoviético, donde dirigentes como Vladímir Putin en Rusia o Alexander Lukashenko en Bielorrusia han tomado medidas preventivas para impedir nuevas revoluciones. 
El alcance y significado de estas revoluciones es aún debatido, como el papel jugado por actores externos; principalmente Estados Unidos, la Agencia Central de Inteligencia (CIA), la Open Society Foundations, la USAID o el National Endowment for Democracy. El objetivo de estos movimientos sería propiciar cambios en estos países, tradicionalmente parte de la zona de influencia de la actual Rusia, herencia de la Unión Soviética, para que pasen a formar parte del bloque occidental (formado por los Estados Unidos y sus aliados), como ha sucedido en algunos de estos casos. Sin embargo, los que apoyan dichos movimientos los presentan como puramente autóctonos o incluso nacionalistas, pero sus detractores los acusan de estar manipulados y maximizan la importancia de los agentes externos.

## Sucesión de acontecimientos

### Revoluciones exitosas
- Protestas de octubre de 2000 en Yugoslavia: derrocamiento de Slobodan Milošević en Yugoslavia en 2000.
- Revolución de las Rosas: salida del poder de Eduard Shevardnadze en Georgia en 2003.
- Revolución Naranja: elección de Víktor Yúshchenko en Ucrania en 2004.
- Revolución de los Tulipanes: salida del Gobierno de Askar Akáyev en Kirguistán en 2005.
- Revolución del Cedro: salida de las fuerzas de Siria del Líbano en 2005.
- Revolución de los Jazmines: salida del Gobierno de Zine el Abidine Ben Alí en Túnez en 2010.
- Revolución del Nilo: derrocamiento de Hosni Mubarak en Egipto en 2011.
- Revolución de las rosas: salida del Gobierno de Ali Abdullah Saleh en Yemen en 2012.
- Euromaidán: Destitución de Viktor Yanukóvich en Ucrania en 2014.[3]
- Revolución de Terciopelo en Armenia en 2018: salida del Gobierno de Serzh Sargsyan en Armenia en 2018.

### Revoluciones fracasadas
- Revolución de los Jeans, fallido intentó de derrocar a Alexander Lukashenko en Bielorrusia.
- Revolución Azafrán, fallido intento por parte de monjes budistas de derrocar la dictadura militar en Birmania.
- Revolución Verde, protestas en Irán contra el presunto fraude electoral y en apoyo del candidato de la oposición Mir-Hossein Mousavi.
- Protestas antigubernamentales en Moldavia de 2009.
- Revolución de los Jazmines en China.
- Protestas rusas, acusaciones de un fraude electoral en Rusia el cual los resultados electorales no fueron revisados.
- Revolución de las zapatillas, protestas en Bielorrusia en contra de un supuesto fraude electoral y que terminaría con Lukashenko aun el poder.
- Protestas en Kazajistán de 2022.[4]
- Protestas en Serbia ante un "posible fraude electoral" en el 2023 en contra del gobierno actual de Aleksandar Vučić.
- Algunos autores consideran a las Protestas de la plaza de Tiananmén de 1989 como un intento fallido de Revolución de colores dado a sus semejanzas con las mismas y al mismo modus operandi[5][6]